# Sara Carinhas
Sara Roriz Carinhas (Lisboa, 30 de junho de 1987) é uma actriz e encenadora portuguesa. É filha do encenador Nuno Carinhas e da bailarina e coreógrafa Olga Roriz.

## Carreira
Nasceu em Lisboa, em 1987. Concluiu o curso de Música e Canto na Juventude Musical Portuguesa. Foi aluna de Ballet da Mestra Margarida de Abreu. Estuda com a Professora Polina Klimovitskaya, desde 2009, entre Lisboa, Nova Iorque e Paris. É mestranda em Estudos de Teatro pela Faculdade de Letras da Universidade de Lisboa.
Estreando-se como actriz em 2003 trabalhou em Teatro com Adriano Luz, Ana Tamen, Beatriz Batarda, Cristina Carvalhal, Fernanda Lapa, Isabel Medina, João Mota, Luís Castro, Marco Martins, Nuno Cardoso, Nuno M Cardoso, Nuno Carinhas, Olga Roriz, Ricardo Aibéo, e Ricardo Pais.
Em 2015 é premiada pela Sociedade Portuguesa de Autores de melhor actriz de teatro, recebe a Menção Honrosa da Associação Portuguesa de Críticos de teatro e o Globo de Ouro de melhor actriz pela sua interpretação em A farsa de Luís Castro (2015).
Em cinema trabalhou com os realizados Alberto Seixas Santos, Manoel de Oliveira, Pedro Marques, Rui Simões, Tiago Guedes e Frederico Serra, Valeria Sarmiento, Manuel Mozos, Patrícia Sequeira, João Mário Grilo, entre outros. Foi responsável pela dramaturgia, direcção de casting e direcção de actores do filme Snu de Patrícia Sequeira.
Foi distinguida com o prémio Jovem Talento L’Oreal Paris, do Estoril Film Festival, pela sua interpretação no filme Coisa Ruim (2008). 
Em televisão participou em séries como Mulheres Assim, Madre Paula e 3 Mulheres, tendo sido directora de actores, junto com Cristina Carvalhal, de Terapia, realizada por Patrícia Sequeira.
Trabalhou em direcção de cena com a Escola de Mulheres, participou numa criação colectiva a partir do romance Eurico o Presbítero, de Alexandre Herculano e foi assistente de encenação de Beatriz Batarda em Azul Longe Nas Colinas.
Como encenadora destaca "As Ondas" (2013) a partir da obra homónima de Virginia Woolf, autora a que regressa em "Orlando" (2015), uma co-criação com Victor Hugo Pontes. Em 2019 estreia "Limbo" com sua encenação, espectáculo ainda em digressão pelo país, tendo sido recentemente apresentado em Londres. Assina pela segunda vez o "Ciclo de Leituras Encenadas" no Jardim de Inverno do São Luiz Teatro Municipal.

Teatro - Encenadora
- 2020/2021. Encenação de Um quarto que seja delas - Ciclo de leituras encenadas com textos de Ana Hatherly, Ana Luísa Amaral, Lídia Jorge, Patrícia Portela e Sónia Baptista. São Luiz Teatro Municipal - Sala Bernardo Sassetti. Lisboa

- 2019. Dramaturgia do espectáculo Nós como futuro com criação de Daniel Gorjão para a Companhia Nacional de Bailado. Teatro Camões. Lisboa

. Assistência de encenação de O Dia do Juízo de Odon von Hórvath, encenação de Cristina Carvalhal. São Luiz Teatro Municipal. Lisboa.
. Direção artística e Encenação de Limbo - Produção Causas Comuns. (Digressão: Voz do Operário - Lisboa, Rivoli Teatro Municipal - Porto, Festival Vault - Londres e Teatro de Vila Real)
- 2018. Encenação de "Meninas Exemplares” - leitura encenada de textos de Maria Velho da Costa. Teatro Nacional São João. Porto (digressão: Guarda, Igreja de São Mamede - Lisboa)

- 2016. Encenação de Ciclo de Leituras Encenadas – textos de José Tolentino Mendonça, Maria Velho da Costa, Luisa Costa Gomes, Herberto Helder e Matilde Campilho. São Luiz Teatro Municipal e Teatro Nacional D. Maria II. Lisboa.

- 2015. Co-criadora e intérprete em Baile, em parceria com Carla Maciel. Teatro Municipal S. Luiz - Lisboa e Rivoli Teatro Municipal – Porto.

. Encenação de A Fada Oriana – integrado no projecto Companhia Nacional de Bailado nas Escolas -, em criação com Annabelle Barnes, Catarina Lourenço, Mário Franco e Paulina Santos. Digressão pelas escolas de Lisboa, Alfragide e Montemor-o-Novo).
. Co-criadora e intérprete em Orlando baseado na obra homónima de Virgínia Woolf, em parceria com Victor Hugo Pontes. Espaço do Tempo – Montemor-o-Novo; Rivoli Teatro Municipal – Porto (digressão: Centro Cultural de Belém (Black Box); Plataforma das Artes – Guimarães).
- 2013. Encenação de As Ondas, baseado na obra homónima de Virginia Woolf. No Espaço Ribeira do grupo teatral Primeiros Sintomas - Lisboa. (digressão 2013-2015: Teatro de Vila Real; Teatro Virgínia – Torres Novas; Festival Santiago a Mil – Santiago do Chile; Teatro Municipal S. Luiz; Teatro de la ciudad – Monterrey, México). 2011. Intérprete e criadora em A Paixão Segundo Eurico, criação colectiva de Ana Vaz, Cristina Carvalhal, Graça Corrêa, Inês Rosado e Pedro Marques, baseado em “Eurico, o Presbítero” de Alexandre Herculano. Teatro Nacional D. Maria II - Lisboa.

Teatro - Actriz
- 2021. Intérprete em Top Girls de Caryl Churchill, encenação de Cristina Carvalhal. Teatro Nacional D. Maria II. Lisboa

- 2020. Intérprete em Comédia de Bastidores de Alan Ayckbourn, encenação de Nuno Carinhas. Teatro Nacional São João. Porto

- 2016. Intérprete em As Criadas (Clara), de Jean Genet, encenação Marco Martins. Teatro Nacional D.Maria II. - Lisboa.

- 2015. Intérprete e co-criadora em Baile, em parceria com Carla Maciel. Teatro Municipal S.Luiz - Lisboa (digressão: Rivoli Teatro Municipal – Porto).

        . Intérprete e co-criadora em Orlando baseado na obra homónima de Virgínia Woolf, em parceria com Victor Hugo Pontes. Espaço do Tempo – Montemor-o-Novo; Rivoli Teatro Municipal – Porto (digressão: Centro Cultural de Belém (Black Box); Plataforma das Artes – Guimarães).
        . Intérprete em Cyrano (Roxana) de Edmond Rostand, encenação de João Mota. Teatro Nacional D. Maria II - Lisboa.
- 2014. Intérprete no monólogo A Farsa baseada na obra homónima de Raúl Brandão, encenação de Luís Castro. Teatro Nacional D. Maria II - Lisboa.

        . Intérprete em O olhar inabitado das manhãs de Cátia Terrinca, baseado na obra de Sophia de Mello Breyner, encenação de Daniel Gorjão. Jardim botânico - Lisboa.
- 2013. Intérprete em Como Queiram (Célia) de William Shakespeare, encenação de Beatriz Batarda. Teatro Municipal S. Luiz – Lisboa. (digressão: Teatro Viriato – Viseu; Teatro Carlos Alberto – Porto; Centro Cultural Vila Flor – Guimarães; Theatro-Circo – Braga).

        . Intérprete em I.B.S.E.N. de Miguel Castro Caldas, encenação de Cristina Carvalhal. Teatro da Trindade - Lisboa.
- 2012. Intérprete em O Mercador de Veneza (Pórcia) de William Shakespeare, encenação de Ricardo Pais. Teatro Nacional S. João - Porto.

        . Intérprete em Medida por Medida (Isabella), de William Shakespeare, encenação de Nuno Cardoso. Centro Cultural Vila Flor – Guimarães. (digressão: Teatro Nacional S.João – Porto; Teatro Municipal S. Luiz – Lisboa).
- 2011. Intérprete e criadora em A Paixão Segundo Eurico, criação colectiva de Ana Vaz, Cristina Carvalhal, Graça Corrêa, Inês Rosado e Pedro Marques, baseado em “Eurico, o Presbítero” de Alexandre Herculano. Teatro Nacional D. Maria II - Lisboa.

        . Intérprete em Humusarte de Luis Castro, com textos de Raul Brandão, baseado no espectáculo “Húmus”. Galeria Monumental - Lisboa.
        . Intérprete em A Pedra de Marius von Mayenburg, encenação de Cristina Carvalhal. Estúdio Zero - Porto.
        . Intérprete em As Três Irmãs (Irina) de Anton Chèckov, encenação de Nuno Cardoso. Teatro Nacional D.Maria II - Lisboa.
- 2010. Intérprete em Húmus baseado em textos de Raul Brandão, encenação de Luís Castro. Galerias Monumental - Lisboa.

        . Assistente em Antes de ser, criação e interpretação de Beatriz Batarda, com textos de William Shakespeare. BES ARTE e FINANÇAS - Lisboa.
- 2009. Intérprete em Tambores na Noite (Anna Balicka) de Bertolt Brecht, encenação de Nuno Carinhas. Teatro Nacional S. João - Porto.

        . Intérprete na leitura encenada de Baal de Bertolt Brecht, encenação de Nuno M Cardoso. Teatro Nacional S. João - Porto.
- 2008. Intérprete em O Mercador de Veneza (Jessica) de William Shakespeare, encenação de Ricardo Pais. Teatro Nacional S. João - Porto.

        . Intérprete em Leôncio e Lena de Georg Büchner (Rosetta e Lena), encenação de Ricardo Aibéo. Teatro da Cornucópia - Lisboa.
        . Intérprete em A Noite Árabe de Roland Schimmelpfennig (Francisca Manta), encenação de Paulo Felipe Monteiro. Teatro da Politécnica - Lisboa.
- 2007. Intérprete em Paraíso de Olga Roriz. Teatro Camões - Lisboa (digressão: Teatro José Lúcio da Silva - Leiria; Teatro S. Carlos – Lisboa).

        . Intérprete em Fedra, de Jean Racine (Arícia), encenação de Ana Tamen. Teatro Maria Matos - Lisboa.
- 2006. Assistente de encenação do monólogo Ódio de Jorge Humberto Pereira, encenação de Francisco Camacho, com Fernanda Lapa. Galeria Graça Brandão - Lisboa.

        . Intérprete em Medeia, de Eurípides, encenação de Fernanda Lapa. Teatro Nacional D. Maria II - Lisboa.
- 2005. Contra-regra em As Marcas de Sangue de Judy Upton, encenação de Isabel Medina. Teatro da Comuna - Lisboa.

        . Intérprete no musical Cabeças no ar de Carlos Tê, encenação de Adriano Luz. S. Luiz Teatro Municipal - Lisboa.

### Filmografia
- 2020 - Bem Bom (filme de Patrícia Sequeira)
- 2018 - 3 Mulheres (TV)
- - Ramiro (filme de Manuel Mozos)
- Intérprete em Snu de Cláudia Clemente e Patrícia Sequeira, realizado por Patrícia Sequeira. Skydreams.
- Direcção de Casting e de Elenco de Snu de Cláudia Clemente e Patrícia Sequeira, realizado por Patrícia Sequeira. Skydreams.2016 - Mulheres Assim (TV)
- 2013 - Bem-Vindos a Beirais (TV)
- 2012 - As Linhas de Torres Vedras (TV)
- 2011 - Efeitos Secundários (filme de Paulo Rebelo)
- - Quadrado de Amor Bizarro (curta)
- . Intérprete no filme/série As Linhas de Torres de Raul Ruiz, realizado por Valeria Sarmiento. (Mariana de Ourém). Paulo Branco.2010 - O Estranho Caso de Angélica (filme de Manoel de Oliveira)
- 2009. Intérprete no filme E o tempo passa (Marisa) de Alberto Seixas Santos. TAKE 2000, José Mazeda.
- 2008 - Eu, Luto (curta)
- - Alpha (curta)
- 2007. Intérprete no filme Efeitos Secundários (Cláudia) de Paulo Rebelo. C.R.I.M..         . Intérprete na curta-metragem O senso dos desatinados, realização de Paulo Guilherme.          . Intérprete na curta-metragem Eu, Luto de Pedro Marques.
- 2004. Intérprete em Coisa Ruim (Sofia) de Rodrigo Guedes de Carvalho, realizado por Tiago Guedes e Frederico Serra. Clapfilmes.
- 2003 - Intérprete na curta-metragem Os meus espelhos (Júlia) de Rui Simões. Produção de Real Ficção.

Televisão
- 2018. Intérprete na série Três Mulheres, realização de Fernando Vendrell. RTP

- 2017. Intérprete na série Sara de Marco Martins. RTP.

- . Intérprete na séria Madre Paula (Mariana Sousa), realização de Rita Nunes e Tiago Marques. RTP.

- 2016. Intérprete na série Mulheres Assim (Lucinda) de Filipa Leal e Cláudia Lucas Chéu, realizaçãoo de José António Loureiro – RTP.

- 2013. Intérprete na série Beirais - Produzida pela SP Televisão para a RTP.

- 2011. Intérprete na série As Linhas de Torres (Mariana de Ourém) de Raúl Ruiz, realizado por Valeria Sarmiento.

Música
- 2017. Canta com Rita Redhoes e Jorge Benvinda no 25º aniversário do Festival  Noites Ritual. Jardins do Palácio de Cristal – Porto.

        . Canta com António Zambujo nos concertos do albúm Até pensei que fosse minha no Teatro das Figuras - Faro e no Auditório de Galícia - Santiago de Compostela.
- 2016. Interpreta a música de genérico final da série Os Boys realizada por Tiago Guedes e Stjepan Klein com arranjos de Hélder Gonçalves (Clã) a partir da música “Boys, boys, boys” de Sabrina Salerno.

## Prêmios
Em 2015, Sara venceu o Globo de Ouro de Melhor Atriz de Teatro pelo desempenho na peça A Farsa..
Em 2015 recebe o Prémio Sociedade Portuguesa de Autores de melhor actriz de teatro e a Menção Honrosa da Associação Portuguesa de Críticos de Teatro pela peça A Farsa.
Em 2008 é distinguida com o Prémio de Jovem Talento L'Oreal Paris, do Estoril Film Festival pela sua interpretação no filme Coisa Ruim. 